# Adama Kouyaté
Adama Kouyaté (1928 – 14. února 2020) byl malijský fotograf.

## Životopis
V roce 1944 odcestoval Kouyaté do Bamaku hledat práci. Vstoupil do Photo Hall Soudanais, prvního fotografického studia v Mali, a následně nedaleko Bamaku založil Photo Hall Kati. V roce 1964 odešel do Ouagadougou a otevřel Photo Hall Voltaïque. O čtyři roky později se vrátil do Mali, do města Ségou. Během své kariéry zachytil Kouyaté atmosféru malianské společnosti krátce po získání nezávislosti.
Adama Kouyaté zemřel 14. února 2020 ve věku 92 let.

## Výstavy
- La Librairie Photographique, Paříž, 2011
- Photographing the Social Body: Malian Portraiture from the Studio to the Street, Perlman Teaching Museum, Northfield, Minnesota